# 非洲聚会所
非洲聚会所（African Meeting House）又名第一非洲浸信会教堂（First African Baptist Church）、第一独立浸信会（First Independent Baptist Church）和贝尔纳普街教堂（Belknap Street Church），建于1806年，是美国现存最古老的黑人教堂。它坐落在美国马萨诸塞州波士顿的灯塔山社区，毗邻非洲裔的亚别史密斯商学院（Abiel Smith School）。这是一个国家历史地标。

## 历史

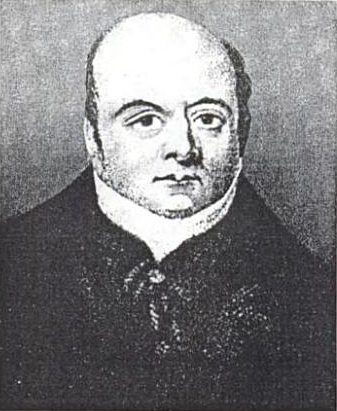
托马斯·保罗

1805年之前，波士顿黑人参加白人教会的礼拜，但受到歧视，只能在阳台礼拜，没有投票权。来自新罕布什尔州的黑人传道人托马斯·保罗，在法尼尔厅带领黑人礼拜。保罗和他的20名信徒于1805年8月8日正式组建了第一非洲浸信会，同年购地建造教堂，1806年12月6日献堂。
19世纪末，黑人开始迁移到南区和罗克斯伯里，该建筑被卖给犹太正统派新移民，他们住在灯塔山和北区。它作为一个犹太会堂直到1972年，并改编成博物馆。
1972年，它被收购并改造为非裔美国人历史博物馆，保存和展示从殖民时期到19世纪非裔美国人在新英格兰的贡献。1974年，它被列为国家历史地标，并且是波士顿非洲裔美国人国家历史古迹的一部分。